# ریسان‌والا
ریسان‌والا (به انگلیسی: Raisanwala) یک روستا در پاکستان است که در پنجاب واقع شده‌است. ریسان‌والا ۱۵۶ متر بالاتر از سطح دریا واقع شده‌است.